# Наводнение в Якутии (2001)
В мае 2001 года произошло сильнейшее наводнение в современной истории Якутии. В результате наводнения сильно пострадал город Ленск, исчезли сёла Бордой (Томпонской улус) и Салдыкель (Ленский улус).

## Причины наводнения
Город Ленск был построен в начале 1960-х годов в пойме реки Лена. По словам специалистов, решение о строительстве города в пойме реки было ошибочным, так как угрожало городу наводнениями.
С 1970 по 1997 годы, частота наводнений в Якутии была минимальной, из-за чего население практически потеряло к ним опаску. В 1990-е финансирование работ по углублению дна рек и укреплению берегов резко сократилось.
По данным Росгидромета, уровень снежного покрова в Сибири в начале 2001 года превысил норму в несколько раз. Температура воздуха зимой во многих районах Якутии достигла отметки −60 градусов. Сильные и продолжительные морозы сделали лёд на реке Лене крепче и толще на 30—50 см выше нормы, что увеличило вероятность заторов на реке. В начале мая разность температур в Иркутской области и Республике Саха (Якутия) достигла 20 градусов, что способствовало накоплению воды в верховьях Лены. Помимо этого 12 мая началось резкое потепление с обильным выпадением осадков
13 мая в Ленском улусе начался ледоход. Скорость ледохода была рекордной, за сутки лёд преодолел 250 километров и наткнулся на остров Батамай, расположенный в 40 километрах от Ленска. В результате у острова образовался гигантский ледяной затор длиной до 80 километров.

## Подготовка к наводнению
До этого, в своей истории Ленск пережил два крупных наводнения в 1966 и 1998 годах. Наводнение 1998 года затопило 95 % города, уровень воды достиг 17 метров. После наводнения была построена насыпная дамба высотой 2,5 метра, которая по замыслу должна была защитить город от реки.
В марте 2001 года специалисты Дальневосточного регионального центра ГОЧС МЧС России отметили, что паводковая обстановка на реке Лене весной этого года будет очень сложной.
Подготовительные противопаводковые работы 2001 года обошлись в 370—400 миллионов рублей. Тем не менее для Якутии этих усилий оказалось недостаточно.

## Ленск

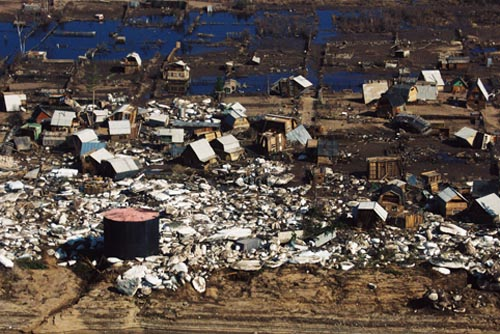
Ленск после наводнения

В ночь с 14 на 15 мая вода постепенно стала прибывать в город. Уровень воды стремительно нарастал и в течение дня преодолел критическую отметку в 13 м. С утра начали предприниматься безуспешные попытки бомбрадировать затор с помощью вертолётов.
16 мая в Ленск прилетел глава МЧС Сергей Шойгу. Также прилетел Ил-76 с гуманитарной помощью. После проведения взрывных работ, уровень воды ненадолго спал до 1300 см.
17 мая ранним утром пришла вторая волна наводнения. К полудню было затоплено уже 90 % города, уровень воды достиг 18 м. Разведкой был обнаружен ледовый затор в 110 километрах от Ленска, однако попытки взорвать его оказались безуспешными. Прибывший из Ленска в Якутск Председатель Правительства РС(Я) Владимир Власов назвал ситуацию в городе «катастрофической».
18 мая город был полностью затоплен, последним местом эвакуации стал аэропорт. К 15:30 наблюдался максимальный уровень подъёма воды в 20 м 12 см, после чего начался постепенный спад.
19 мая ситуация в городе нормализовалась.
За три дня с крыш зданий, на которых спасались люди от большой воды, были эвакуированы 860 человек, 150 пострадавшим была оказана медицинская помощь. Всего из 27-тысячного Ленска были эвакуированы порядка 24 тыс. человек.

## Якутск
18 мая волна достигла Якутска. По мнению специалистов, уровень воды здесь мог составить 8,5 метров, 30 % города могло уйти под воду.
19 мая по личному приказу главкома ВВС Анатолия Корнукова в Якутск прибыли пять фронтовых бомбардировщиков Су-24. Самолётом Ил-76 были доставлены 150 авиабомб.
К вечеру 21 мая уровень воды достиг 8,3 метра при критическом 7,8 м, от затопления город спасала строившаяся дамба, которую укрепляли мешками с песком. Оказались подтоплены районы Даркылах, под угрозой затопления оказались ТЭЦ, близлежащие от речной протоки жилые кварталы.
22 мая был объявлен нерабочим днём. Милиция начала изымать транспорт у населения для перевозки необходимых продуктов.
23 мая фронтовая авиация полностью разрушила ледовый затор в районе города. Уровень реки стал падать.
24 мая режим чрезвычайной ситуации в Якутске был отменён.

## Олёкминск
20 мая дамба Олёкминска не выдержала напора воды и льда. В результате произошёл прорыв дамбы в двух местах. В городе оказались подтоплены 540 домов, около 3000 человек были эвакуированы.

## Последствия
В результате наводнений по Якутии было разрушено более 12 000 домов. Из-за повреждений льдом затонул весь речной флот Ленска, 30 % зданий города было разрушено. Всего в результате наводнений в Якутии погибло 7 человек, 6 из них в Ленске.
Компания Алроса потеряла весь автомобильный парк, находившийся в Ленске. Ущерб компании в результате наводнения в Ленске составил около 400 миллионов рублей.

### Экологические последствия
По данным Виктора Самойлова, из-за разрушенной наводнением нефтебазы в Ленске в реку попало 18 тысяч тонн топлива.